# Koncert warszawski
Koncert warszawski (oryg. Warsaw Concerto) – utwór skomponowany przez Richarda Addinsella w 1941 roku na fortepian i orkiestrę do filmu Niebezpieczne światło księżyca (oryg. Dangerous Moonlight, w USA znanym jako Suicide Squadron). Chętnie wykonywany przez pianistów.
Kompozytor muzyki do filmu Richard Addinsell w utworze Warsaw Concerto (Koncert warszawski) zawarł liczne motywy oparte na muzyce Fryderyka Chopina. Utwór ten zyskał ogromną popularność. Od chwili premiery w 1941 do kwietnia 1944 w Wielkiej Brytanii sprzedano ponad 800 000 egzemplarzy płyt i wydania nutowego Warsaw Concerto. W kwietniu 1944 kompozytor utworu Richard Addinsell został odznaczony Srebrnym Krzyżem Zasługi przez premiera Stanisława Mikołajczyka.
Film „Niebezpieczne światło księżyca”, z którego pochodzi „Koncert warszawski” opowiada historię polskiego pianisty i pilota Stefana Radeckiego (Anton Walbrook) w czasie II wojny światowej. Radecki komponuje swój koncert w czasie bombardowania Warszawy w 1939. Stefan Radecki zakochuje się w Amerykance Carol. Bohater wyrusza do Wielkiej Brytanii, aby walczyć w bitwie o Anglię jako pilot.